# John Alexander
John Gilbert Alexander (Sídney, 4 de julio de 1951) es un extenista y político australiano.
Como tenista, ganó 7 torneos en campeonatos individuales y 28 en dobles. Fue el jugador más joven que haya representado a Australia en la Copa Davis, y uno de los que más tiempo participó en ese torneo, representando a su país entre 1968 y 1983.
Como político, fue elegido diputado nacional en las elecciones federales de Australia de 2010. Dirigió varios comités políticos del Partido Liberal, encargándose especialmente de cuestiones relacionadas con la prevención en salud, infraestructura, transporte y desarrollo sostenible.
En octubre de 2011 inauguró un torneo internacional de tenis de mesa en el Parlamento nacional; participó del mismo en un partido de exhibición, en el que también participaron los embajadores de China y Corea, y el ministro de Deportes de Australia.
Volvió a participar y triunfar en las elecciones de 2103.
Es el director gerente de Next Generation Clubs Australia, y diseñó y construyó varios clubes, entre ellos el estadio de waterpolo para los Juegos Olímpicos de Sídney 2000.
Alexander estuvo brevemente casado con una modelo canadiense. Posteriormente se casó con la nadadora Rosemary Brown, con quien convivió durante casi diez años; tuvieron tres hijos: Emily (1990), Georgia (1991) y Charles (1994). Ambos matrimonios terminaron en divorcio. En la actualidad, Alexander vive con sus hijos en Bennelong, un suburbio de Sídney.
El 26 de enero de 1992 fue condecorado con la medalla de la Orden de Australia. El 30 de agosto de 2000 fue condecorado con la Medalla Deportiva Australiana.

## Títulos individuales (7)
| Resultado | N.º | Fecha                    | Torneo                            | Superficie | Oponente en la final | Resultado en la final |
| --------- | --- | ------------------------ | --------------------------------- | ---------- | -------------------- | --------------------- |
| Finalista | 1.  | 9 de agosto de 1970      | Kitzbühel, Austria                | Arcilla    | Željko Franulović    | 4–6, 7–9, 4–6         |
| Finalista | 2.  | 10 de enero de 1971      | Hobart, Australia                 | Dura       | Alex Metreveli       | 6–7, 3–6, 6–4, 3–6    |
| Finalista | 3.  | 18 de enero de 1971      | Sídney, Australia                 | Dura       | Phil Dent            | 3–6, 4–6, 4–6         |
| Finalista | 4.  | 15 de mayo de 1971       | Teherán, Irán                     | Arcilla    | Marty Riessen        | 7–6, 1–6, 3–6, 6–7    |
| Finalista | 5.  | 2 de diciembre de 1972   | Johannesburgo, Sudáfrica          | Dura       | John Newcombe        | 1–6, 6–7              |
| Finalista | 6.  | 23 de abril de 1973      | Gotemburgo, Suecia                | Moqueta    | Stan Smith           | 7–5, 4–6, 2–6         |
| Finalista | 7.  | 16 de septiembre de 1973 | Seattle, Estados Unidos           |            | Tom Okker            | 5–7, 4–6              |
| Finalista | 8.  | 18 de enero de 1974      | Lakeway (Texas), Estados Unidos   |            | Cliff Richey         | 6–7, 1–6              |
| Finalista | 9.  | 15 de abril de 1974      | Johannesburgo, Sudáfrica          | Dura       | Andrew Pattison      | 3–6, 5–7              |
| Ganador   | 1.  | 17 de febrero de 1975    | Fort Worth, Estados Unidos        | Dura       | Dick Stockton        | 7–6(7–2), 4–6, 6–3    |
| Finalista | 10. | 24 de marzo de 1975      | Atlanta, Estados Unidos           | Moqueta    | Mark Cox             | 3–6, 6–7(3–7)         |
| Ganador   | 2.  | 31 de marzo de 1975      | Tucson, Estados Unidos            | Dura       | Ilie Năstase         | 7–5, 6–2              |
| Finalista | 11. | 20 de julio de 1975      | Chicago, Estados Unidos           | Moqueta    | Roscoe Tanner        | 1–6, 7–6, 6–7         |
| Finalista | 12. | 14 de marzo de 1977      | San Luis (Misuri), Estados Unidos | Moqueta    | Jimmy Connors        | 6–7(5–7), 2–6         |
| Ganador   | 3.  | 31 de julio de 1977      | Bretton Woods, Estados Unidos     | Arcilla    | Manuel Orantes       | 2–6, 6–4, 6–4         |
| Finalista | 13. | 30 de julio de 1978      | Louisville, Estados Unidos        | Arcilla    | Harold Solomon       | 2–6, 2–6              |
| Finalista | 14. | 31 de julio de 1978      | Bretton Woods, Estados Unidos     | Arcilla    | Eddie Dibbs          | 4–6, 4–6              |
| Finalista | 15. | 9 de octubre de 1978     | Brisbane, Australia               | Césped     | Mark Edmondson       | 4–6, 6–7              |
| Finalista | 16. | 26 de marzo de 1979      | Milán, Italia                     | Moqueta    | John McEnroe         | 4–6, 3–6              |
| Finalista | 17. | 2 de abril de 1979       | Niza, Francia                     | Arcilla    | Víctor Pecci         | 3–6, 2–6, 5–7         |
| Ganador   | 4.  | 23 de julio de 1979      | Louisville, Estados Unidos        | Dura       | Terry Moor           | 7–6, 6–7, 3–3, RET    |
| Finalista | 18. | 10 de septiembre de 1979 | Atlanta, Estados Unidos           | Dura       | Eliot Teltscher      | 3–6, 6–4, 2–6         |
| Ganador   | 5.  | 14 de junio de 1982      | Bristol, Reino Unido              | Césped     | Tim Mayotte          | 6–3, 6–4              |
| Finalista | 19. | 13 de septiembre de 1982 | Palermo, Italia                   | Arcilla    | Mario Martínez       | 4–6, 5–7              |
| Ganador   | 6.  | 13 de diciembre de 1982  | Sídney, Australia                 | Césped     | John Fitzgerald      | 4–6, 7–6, 6–4         |
| Ganador   | 7.  | 10 de enero de 1983      | Auckland, Nueva Zelanda           | Dura       | Russell Simpson      | 6–4, 6–3, 6–3         |
| Finalista | 20. | 25 de julio de 1983      | South Orange, Estados Unidos      | Arcilla    | Brad Drewett         | 6–4, 4–6, 6–7         |

## Títulos en dobles (28)
| Resultado | N.º | Fecha | Torneo                                | Superficie | Compañero       | Oponentes en la final           | Resultado en la final   |
| --------- | --- | ----- | ------------------------------------- | ---------- | --------------- | ------------------------------- | ----------------------- |
| Finalista | 1.  | 1970  | Abierto de Australia                  | Césped     | Phil Dent       | Bob Lutz Stan Smith             | 3–6, 6–8, 3–6           |
| Finalista | 2.  | 1970  | Hilversum, Países Bajos               | Dura       | Phil Dent       | Bill Bowrey Owen Davidson       | 3–6, 4–6, 2–6           |
| Ganador   | 1.  | 1970  | Kitzbühel, Austria                    | Arcilla    | Phil Dent       | Željko Franulović Jan Kodeš     | 10–8, 6–2, 6–4          |
| Ganador   | 2.  | 1971  | Sídney, Australia                     | Dura       | Phil Dent       | Mal Anderson Alex Metreveli     | 6–7, 2–6, 6–3, 7–6, 7–6 |
| Ganador   | 3.  | 1971  | Masters de Hamburgo, Alemania         | Arcilla    | Andrés Gimeno   | Dick Crealy Allan Stone         | 6–4, 7–5, 7–9, 6–4      |
| Ganador   | 4.  | 1971  | Gstaad, Suiza                         | Arcilla    | Phil Dent       | John Newcombe Tom Okker         | 5–7, 6–3, 6–4           |
| Ganador   | 5.  | 1971  | Los Ángeles, Estados Unidos           | Dura       | Phil Dent       | Frank Froehling Clark Graebner  | 7–6, 6–4                |
| Finalista | 3.  | 1971  | Vancouver, Canadá                     |            | Phil Dent       | Roy Emerson Rod Laver           | 7–5, 7–6, 0–6, 5–7, 6–7 |
| Finalista | 4.  | 1972  | Quebec, Canadá                        |            | Terry Addison   | Bob Carmichael Ray Ruffels      | 6–4, 3–6, 5–7           |
| Finalista | 5.  | 1972  | St. Louis, Estados Unidos             | Moqueta    | Phil Dent       | John Newcombe Tony Roche        | 6–7, 2–6                |
| Ganador   | 6.  | 1972  | Bretton Woods, Estados Unidos         | Dura       | Fred Stolle     | Nikola Pilić Cliff Richey       | 7–6, 7–6                |
| Ganador   | 7.  | 1972  | Louisville, Estados Unidos            | Arcilla    | Phil Dent       | Arthur Ashe Robert Lutz         | 6–4, 6–3                |
| Finalista | 6.  | 1973  | Abierto de Australia                  | Césped     | Phil Dent       | Mal Anderson John Newcombe      | 3–6, 4–6, 6–7           |
| Ganador   | 8.  | 1973  | Toronto, Canadá                       | Moqueta    | Phil Dent       | Roy Emerson Rod Laver           | 3–6, 6–4, 6–4, 6–2      |
| Finalista | 7.  | 1973  | Bruselas, Bélgica                     | Moqueta    | Phil Dent       | Bob Lutz Stan Smith             | 4–6, 6–7                |
| Ganador   | 9.  | 1973  | Masters de Cincinnati, Estados Unidos | Arcilla    | Phil Dent       | Brian Gottfried Raúl Ramírez    | 1–6, 7–6, 7–6           |
| Finalista | 8.  | 1974  | Richmond, Estados Unidos              | Moqueta    | Phil Dent       | Nikola Pilić Allan Stone        | 3–6, 6–3, 6–7           |
| Ganador   | 10. | 1974  | Masters de Miami, Estados Unidos      | Dura       | Phil Dent       | Tom Okker Marty Riessen         | 4–6, 6–4, 7–5           |
| Ganador   | 11. | 1974  | Masters de Monte Carlo, Mónaco        | Arcilla    | Phil Dent       | Manuel Orantes Tony Roche       | 7–6, 4–6, 7–6, 6–3      |
| Finalista | 9.  | 1974  | San Francisco, Estados Unidos         | Moqueta    | Syd Ball        | Robert Lutz Stan Smith          | 4–6, 6–7                |
| Ganador   | 12. | 1975  | Abierto de Australia                  | Césped     | Phil Dent       | Bob Carmichael Allan Stone      | 6–3, 7–6                |
| Finalista | 10. | 1975  | Fort Worth, Estados Unidos            | Dura       | Phil Dent       | Bob Lutz Stan Smith             | 7–6, 6–7, 3–6           |
| Ganador   | 13. | 1975  | San Antonio, Estados Unidos           | Dura       | Phil Dent       | Mark Cox Cliff Drysdale         | 7–6, 4–6, 6–4           |
| Finalista | 11. | 1975  | Tokio, Japón                          | Moqueta    | Phil Dent       | Bob Lutz Stan Smith             | 4–6, 7–6, 2–6           |
| Ganador   | 14. | 1975  | Las Vegas, Estados Unidos             | Dura       | Phil Dent       | Bob Carmichael Cliff Drysdale   | 6–1, 6–4                |
| Finalista | 12. | 1975  | Torneo de Roland Garros, Francia      | Arcilla    | Phil Dent       | Brian Gottfried Raúl Ramírez    | 4–6, 6–2, 2–6, 4–6      |
| Ganador   | 15. | 1975  | Chicago, Estados Unidos               | Moqueta    | Phil Dent       | Mike Cahill John Whitlinger     | 6–3, 6–4                |
| Finalista | 13. | 1975  | North Conway, Estados Unidos          | Arcilla    | Phil Dent       | Haroon Rahim Erik Van Dillen    | 6–7, 6–7                |
| Ganador   | 16. | 1976  | Atlanta, Estados Unidos               | Moqueta    | Phil Dent       | Wojtek Fibak Karl Meiler        | 6–3, 6–4                |
| Finalista | 14. | 1976  | St. Louis, Estados Unidos             | Moqueta    | Phil Dent       | Brian Gottfried Raúl Ramírez    | 4–6, 2–6                |
| Ganador   | 17. | 1976  | Denver, Estados Unidos                | Moqueta    | Phil Dent       | Jimmy Connors Billy Martin      | 6–7, 6–2, 7–5           |
| Finalista | 15. | 1977  | Houston, Estados Unidos               | Dura       | Phil Dent       | Ilie Năstase Adriano Panatta    | 3–6, 4–6                |
| Finalista | 16. | 1977  | Wimbledon, London                     | Césped     | Phil Dent       | Ross Case Geoff Masters         | 3–6, 4–6, 6–3, 9–8, 4–6 |
| Ganador   | 18. | 1977  | Cincinnati, Estados Unidos            | Arcilla    | Phil Dent       | Bob Hewitt Roscoe Tanner        | 6–3, 7–6                |
| Ganador   | 19. | 1977  | Washington D. C., Estados Unidos      | Arcilla    | Phil Dent       | Fred McNair Sherwood Stewart    | 7–5, 7–5                |
| Ganador   | 20. | 1977  | Louisville, Estados Unidos            | Arcilla    | Phil Dent       | Chris Kachel Cliff Letcher      | 6–1, 6–4                |
| Finalista | 17. | 1977  | Adelaida, Australia                   | Césped     | Phil Dent       | Syd Ball Kim Warwick            | 6–3, 6–7, 4–6           |
| Ganador   | 21. | 1977  | Sídney, Australia                     | Césped     | Phil Dent       | Ray Ruffels Allan Stone         | 7–6, 2–6, 6–3           |
| Finalista | 18. | 1977  | Abierto de Australia (2)              | Césped     | Phil Dent       | Ray Ruffels Allan Stone         | 6–7, 6–7                |
| Ganador   | 22. | 1978  | Forest Hills, Estados Unidos          | Arcilla    | Phil Dent       | Fred McNair Sherwood Stewart    | 7–6, 7–6                |
| Ganador   | 23. | 1978  | Atlanta, Estados Unidos               | Dura       | Butch Walts     | Mike Cahill Marcello Lara       | 3–6, 6–4, 7–6           |
| Ganador   | 24. | 1978  | Los Ángeles, Estados Unidos           | Moqueta    | Phil Dent       | Fred McNair Raúl Ramírez        | 6–3, 7–6                |
| Ganador   | 25. | 1978  | Brisbane, Australia                   | Césped     | Phil Dent       | Syd Ball Allan Stone            | 6–3, 7–6                |
| Finalista | 19. | 1979  | Houston, Estados Unidos               | Arcilla    | Geoff Masters   | Gene Mayer Sherwood Stewart     | 1–6, 7–5, 4–6           |
| Finalista | 20. | 1979  | Adelaida, Australia                   | Césped     | Phil Dent       | Colin Dibley Chris Kachel       | 7–6, 6–7, 4–6           |
| Finalista | 21. | 1981  | México, D.F., México                  | Arcilla    | Ross Case       | John Newcombe Tony Roche        | 7–6, 3–6, 1–6           |
| Finalista | 22. | 1981  | Maui, Estados Unidos                  | Dura       | Jim Delaney     | Tony Graham Matt Mitchell       | 3–6, 6–3, 6–7           |
| Ganador   | 26. | 1982  | Abierto de Australia                  | Césped     | John Fitzgerald | Andy Andrews John Sadri         | 6–7, 6–2, 7–6           |
| Ganador   | 27. | 1982  | Sídney, Australia                     | Césped     | John Fitzgerald | Cliff Letcher Craig Miller      | 6–4, 7–6                |
| Ganador   | 28. | 1983  | Bristol, Reino Unido                  | Césped     | John Fitzgerald | Tom Gullikson Johan Kriek       | 7–5, 6–4                |
| Finalista | 23. | 1984  | Masters de Roma, Italia               | Arcilla    | Mike Leach      | Ken Flach Robert Seguso         | 6–3, 3–6, 4–6           |
| Finalista | 24. | 1984  | Bristol, Reino Unido                  | Césped     | John Fitzgerald | Larry Stefanki Robert Van't Hof | 4–6, 7–5, 7–9           |
| Finalista | 25. | 1985  | Bristol, Reino Unido                  | Césped     | Russell Simpson | Eddie Edwards Danie Visser      | 4–6, 6–7                |

## Clasificación histórica
| Torneo                    | 1968 | 1969 | 1970 | 1971 | 1972 | 1973 | 1974 | 1975 | 1976 | 1977 | 1977 | 1978 | 1979 | 1980 | 1981 | 1982 | 1983 | 1984 | 1985 |
| ------------------------- | ---- | ---- | ---- | ---- | ---- | ---- | ---- | ---- | ---- | ---- | ---- | ---- | ---- | ---- | ---- | ---- | ---- | ---- | ---- |
| Abierto de Australia      | A    | 2R   | 2R   | 3R   | 1R   | SF   | 3R   | A    | A    | SF   | SF   | QF   | 1R   | 1R   | 3R   | 4R   | 2R   | 1R   | 1R   |
| Roland Garros             | 3R   | 1R   | 1R   | 2R   | A    | 1R   | A    | 4R   | A    | A    | A    | 4R   | A    | A    | A    | 1R   | 4R   | 2R   | A    |
| Wimbledon                 | 2R   | 4R   | 2R   | 2R   | A    | A    | 2R   | 2R   | 1R   | 2R   | 2R   | 4R   | 3R   | A    | 1R   | 2R   | 2R   | 1R   | A    |
| Abierto de Estados Unidos | A    | 2R   | A    | 4R   | 2R   | 4R   | 3R   | 2R   | 3R   | 2R   | 2R   | 1R   | 2R   | A    | 1R   | 1R   | A    | A    | A    |

A = No participó.